# Pajzsos cankó
A pajzsos cankó (Calidris pugnax) a madarak (Aves) osztályának lilealakúak (Charadriiformes) rendjébe, ezen belül a szalonkafélék (Scolopacidae) családjába tartozó faj.
Ez a közepes termetű parti madár Eurázsia északi mocsaraiban és láprétjein tölti a nyarat, illetve ott szaporodik. Vándorlásakor télen óriási csapatokba verődik. Legfőbb telelő helyei Dél- és Nyugat-Európa (itt állandó állománya is van), Afrika, Dél-Ázsia és Ausztrália.
A madárnak jellegzetesen hosszú a nyaka és kidomborodó, csüngő begye van. Nemi kétalakúsága jelentős; a hím jóval nagyobb a tojónál. A nászidőszakban színes tollak nőnek a hímek fején, toll nélküli pofáján a bőre narancssárgává válik, begye megfeketedik, és nyaka körül a nyakfodorhoz hasonló gallér alakul ki. A tojó és a párzó időszakon kívül a hím tollazata is felül szürkésbarna, alul fehéres. Az udvarlás alatt a hímek a fej- és nyaktollakat felmeresztik. A nászruhás hím három különböző színű lehet; az egyik változat színe megegyezik a tojóéval. Dürgőhelye az úgynevezett lek (az a hely, ahová a hím madarak – nemcsak a pajzsos cankók – összegyűlnek vetélkedni a tojók kegyeiért). A hímek számos stratégiát vetnek be a sikeres párzás érdekében. A tojó évente csak egyszer párosodik, és a talajon jól elrejtett fészekbe általában négy tojást tojik. A tojó egyedül költi ki és neveli fel fészekhagyó fiókáit. A fészekaljra veszélyesek a rókák, az elvadult macskák, a hermelinek, valamint a sirályfélék, a varjúfélék és a halfarkasok.
A pajzsos cankó csőrével tapogatja ki az iszapban élő gerincteleneket, hogy táplálékhoz jusson. A nedves füves pusztákon és a mocsaras területeken egyaránt keresgél, ezért ha tápláléka a talaj felszínén is előfordul, akkor egyszerűen látására hagyatkozik. Párzási időszakban főleg rovarokat, alárendelten növényeket eszik. Ősszel vándorolva és télen nem veti meg a rizst és a kukoricát sem. Mivel Skandináviában és az Arktiszon nagy számban költ, a Természetvédelmi Világszövetség (IUCN) nem fenyegetett fajnak minősíti, bár egyedeinek száma Európában csökken. Ebben a lecsapolt területek, a túllegeltetés, a növényvédő szerek használata, az élőhelyek elvesztése és a madár túlzott vadászata játszik szerepet. Ritkulása miatt a madár felkerült az úgynevezett Egyezség az afro-eurázsiai vízi vándormadarak védelméről (Agreement on the Conservation of African-Eurasian Migratory Waterbirds, röviden: AEWA) listájára.

## Rendszertani besorolása és a neve

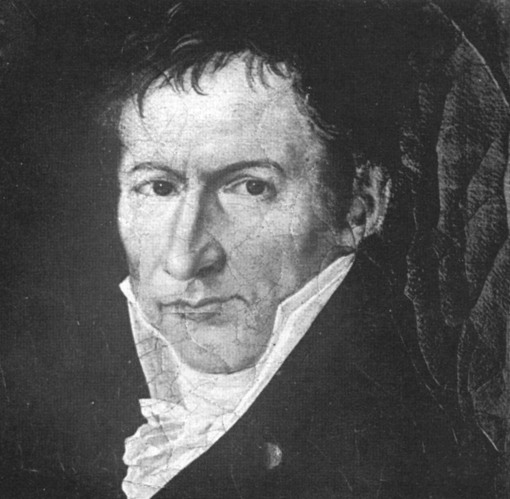
Blasius Merrem, aki a jelenlegi madárnembe helyezte a pajzsos cankót

A pajzsos cankó a szalonkafélék nagy családjának egyik képviselője. Sokáig saját nemének, az úgynevezett Philomachus nemnek volt az egyetlen faja, azonban az újabb DNS-vizsgálatok bebizonyították, hogy ennek a madárnak a legközelebbi rokonai a Calidris nembéli hegyesfarkú partfutó (Calidris acuminata) és a sárjáró (Calidris falcinellus). Alfajai vagy változatai nincsenek.
A madarat először Carl von Linné svéd biológus írta le Tringa pugnax néven. Az 1758-ban kiadott Systema Naturae című könyvében a pajzsos cankó is szerepel. Aztán 1804-ben, Blasius Merrem német természettudós a madarat áthelyezte a Philomachus nembe, ahol legalább 200 évet ült. Tudományos nevének mindkét szava a lekben mutatott agresszív viselkedésére utal. A Philomachus ógörög eredetű összetett szó: philo = „szeretni” (φιλο), makhé = „verekedni” (μαχη), a pugnax fajnév, a latin „harcos” szó megfelelője. Viszont manapság az átsorolásának köszönhetően, ez a madárfaj átkerült egy másik taxonba, a Calidris madárnembe, melyet szintén Merrem alkotott.
Valószínűleg a magyar neve is ebből ered, emellett a gallér pajzsnak is tűnhet. A madár angol neve (ruff) az 1500-as években használt nyakfodorból ered.

## Előfordulása

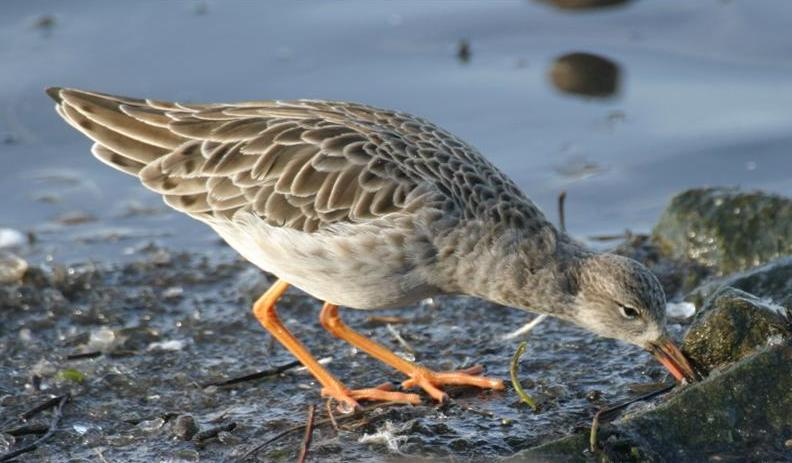
Északra költeni megy, de a nyári bőséges táplálékkínálatot is kihasználja

Az Egyesült Királyságtól és Skandináviától a kelet-szibériai Csukcsföldig költ. A madarak többsége Afrikában a Szaharától délre telel át, de Ázsia déli részén is megtalálhatók. Egyes, Szibériában költő és Nyugat-Afrikában telelő madarak éves vándorútjukon akár 30 000 kilométert is megtesznek. Nyugat-Európában vannak olyan helyek, ahonnan a pajzsos cankók nem költöznek el télen.
Kedvelt költő helyeit az alföldek édesvizű mocsaraiban és a lápréteken találjuk. Kerüli az üres tundrákat és a szélsőséges időjárású helyeket. Főleg a fagypúpokkal rendelkező mocsarakat és a sekély vizű deltákat kedveli. A vizes területeket a táplálék megszerzésére, a halmokat és domboldalakat lekként, a sásosokat és a bokrosokat pedig a fészkek elrejtésére használja. Magyar kutatók bizonyították, hogy az olyan, számára megfelelő legelőkön, ahol hektáronként több mint egy szarvasmarha legel, több pajzsos cankó fészkel. Amikor nem költ, ennek a madárnak egyéb élőhelyek is megfelelnek, mint például a jól öntözött mezőgazdasági földek, a természetes tavak szegélyei, a bányatavak és egyéb vizes élőhelyek. A száraz füves pusztákat, az árapályöveket és a tengerpartokat nemigen kedveli, gyakran kerüli. Vannak élőhelyek, ahol négyzetkilométerenként akár 129 példány is lehet, de ez ritka.
Európában főleg a mérsékelt övi területeken költ, de Oroszországban arktiszi madárnak számít, mivel a legtöbbet a 65. szélességi körtől északra találni. Oroszországban él a legtöbb pajzsos cankó, több mint egymillió költőpár. Svédországban 61 ezer, Finnországban 39 ezer, Norvégiában 14 ezer párt számoltak. Bár a Németalföldön, Németországban, Dániában és Lengyelországban is költ, az ilyen párok száma nem éri el a kétezret.
Vándorlás közben nagy csapatokba verődik. E vándorcsapatokban több száz vagy akár több ezer egyed is lehet. A telelőhelyeken sem oszlanak szét a csapatok. A legnagyobb telelőállomány Szenegálban található, itt körülbelül egymillió pajzsos cankó gyűlik össze. Kisebb telelőállományok vannak Mianmarban, Kína déli részén, Új-Guinea szigetén és elszórtan Ausztrália déli részén. Európa atlanti-óceáni és földközi-tengeri partjainál is áttelel néhány kisebb csapat. Az Egyesült Királyságban és Nyugat-Európa partjain állandó állományok is vannak; az itteni pajzsos cankók egyaránt költenek, de át is telelnek. Egyes még nem ivarérett felnőtt madarak nem vándorolnak el trópusi telelőhelyeikről. Alaszka területén igen ritka vendég (bár már itt is költött). A pajzsos cankó ritkán, de eljut Kanadába, az Amerikai Egyesült Államok kontinentális részére, Közép-Amerikába, Dél-Amerika északi részére, Madagaszkárra és Új-Zélandra is. Kazahsztánban is költ néhány madár, bár ezt az országot a pajzsos cankók főleg táplálkozóhelynek használják a vándorlásaik során.

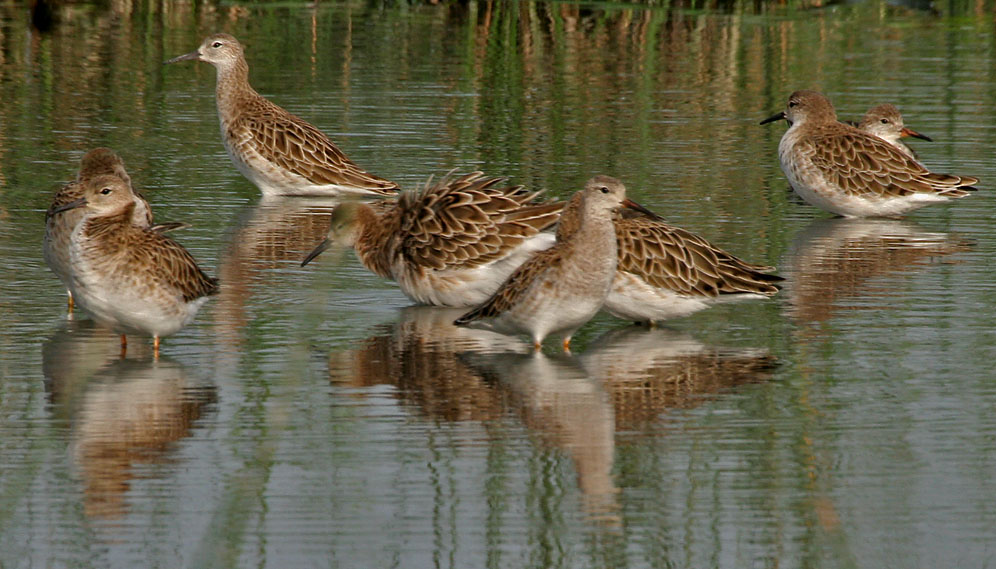
Indiában áttelelő példányok „hölgykoszorúja”

A hím, amely egyáltalán nem vállal szerepet a fészekrakásban és a fiókák felnevelésében, már késő júniusban vagy kora júliusban elindul a telelőhelyek felé. Július végén a hímet a tojó és az új nemzedék követi. A különböző neműek nem egy helyen telelnek általában, a hím pajzsos cankó vándorútja jóval rövidebb, mint a tojóé. Például az Egyesült Királyságban áttelelő pajzsos cankók majdnem mind hímek, míg az állományukba tartozó tojóik Kenya területén várják meg a tél végét. Több vándormadárfajnál is jelen van ez a nemi szegregáció. Ez azért is jó, mivel a telelőhelyeken nem kell versengjenek a különböző nemű madarak, továbbá a hím példányok hamarább elérhetik a nyaraló költőhelyeket, és nyugodtabban kiválaszthatják maguknak a legmegfelelőbb dürgőhelynek szánt területet. Az a hím, amelyik birtokba veszi a párosodásra jó esélyt adó leket, az akár több párzásra is számíthat. Feltételezések szerint a hím pajzsos cankók azért is maradhatnak az északibb területeken, mivel nagyobb testüknek köszönhetően jobban bírják a hideget.
A tavasszal a Földközi-tenger közepén átvonuló csapatok – az eddigi madármegfigyelések szerint – egy jól meghatározott útvonalon repülnek. A vándorúton a pajzsos cankóknak több megálló-táplálkozóhelyük is van. Meggyűrűzött vagy festékkel megjegyzett madarak megfigyelésével bebizonyították, hogy ugyanazok a példányok évről évre ugyanazokon a helyeken állnak meg táplálkozni. A megfigyelésekből kiderült, hogy a megállóhelyek a korábban véltnél közelebb vannak egymáshoz. A kutatók előtte a madár testtömegéből ítélve úgy vélték, hogy a pajzsos cankó vonulás közbeni táplálkozóhelyei jóval távolabb vannak egymástól. A pajzsos cankó „üzemanyagát” a zsírok képezik. Az emlősöktől eltérően a pajzsos cankó vonulás közben lipideket használ energiaforrásként. A test hőmérsékletének fenntartását reszketéssel, testrázkódással oldja meg. A madár lipideinek a redoxireakcióját eddig még csak keveset tanulmányozták; a pontos megértéséhez további kutatások szükségesek.

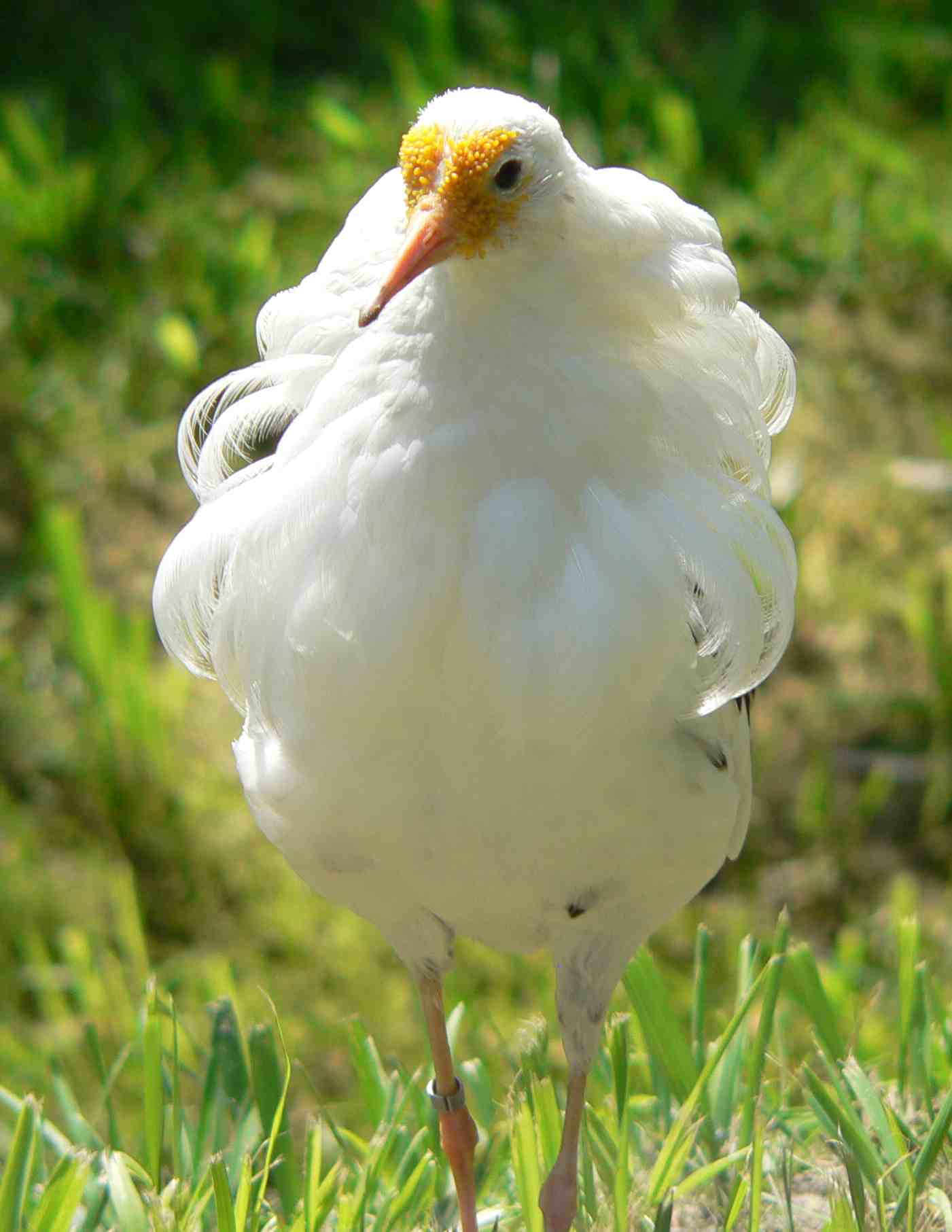
A csavargó hím lehet teljesen fehér…

### Kárpát-medencei előfordulása
Magyarországon csak alkalmi költőfaj, de nagy tömegekben vonul át az országon. A Fertő tónál vándorlása közben meg-megáll táplálkozni.

## Megjelenése
A madár alakja a költési időszakon kívül, megegyezik a többi cankóéval. A kis feje hosszú nyakon ül, csőre alig észrevehetően lefelé görbül, a többi parti madáréhoz képest talán kicsit rövidebb. A pajzsos cankónak jellegzetesen hosszú a nyaka és kidomborodó, csüngő begye van. Lábai hosszúak, általában sárgák vagy narancsszínűek. Keskeny fehér szalag húzódik a hosszú, széles szárnyon, és a farok rajzolata is fehér. A madár röpte, a többi hasonló méretű cankóhoz viszonyítva, lassú. A fajra jellemző az úgynevezett nemi kétalakúság. E madár hímének hossza 29–32 centiméter, szárnyfesztávolsága 54–60 centiméter, testtömege körülbelül 180 gramm. Bár néhány hím, akár a szaporodási időszak alatt is, igen hasonlít a tojóra, a hímek többsége az udvarláshoz különleges násztollazatot növeszt. Nyáron, a nászidőszak alatt, amely május és június között van, a kifejlett hímek „fülpamacsot” és hatalmas tollgallért növesztenek, amelynek színe és alakja példányonként változó: lehet fehér, vöröses, vörösbarna, gesztenyebarna, kékes vagy fekete; ezenkívül vannak egyszínűek, csíkosak vagy foltosak is. Az átlagos pajzsos cankó hátán lévő színezete szürkésbarna, amelyen pikkelyszerű díszítésként fekete vagy gesztenyebarna tollak ülnek, a hasi része pedig fehér. A begyén nagy fekete foltozás látható. Násztollazatát hangulatának megfelelően felborzolja vagy lesimítja a madár. Ugyanakkor a pofáján levő bőr és a csőre narancssárga színűre változik. Feltételezések szerint a nászidőszakban azért olyan változatos a hímek násztollazata, mert a tojók kegyeiért történő versengésben elsősorban a külsejükkel akarnak kitűnni és udvarlás közben hangot alig hallatnak. A változatos tollazat segít a példányok megkülönböztetésében. Télen eltűnik a díszes tollruha, a bőr rikító narancssárga színe pedig halványabbá válik, a fekete begy is szürkés foltozásúra vált.

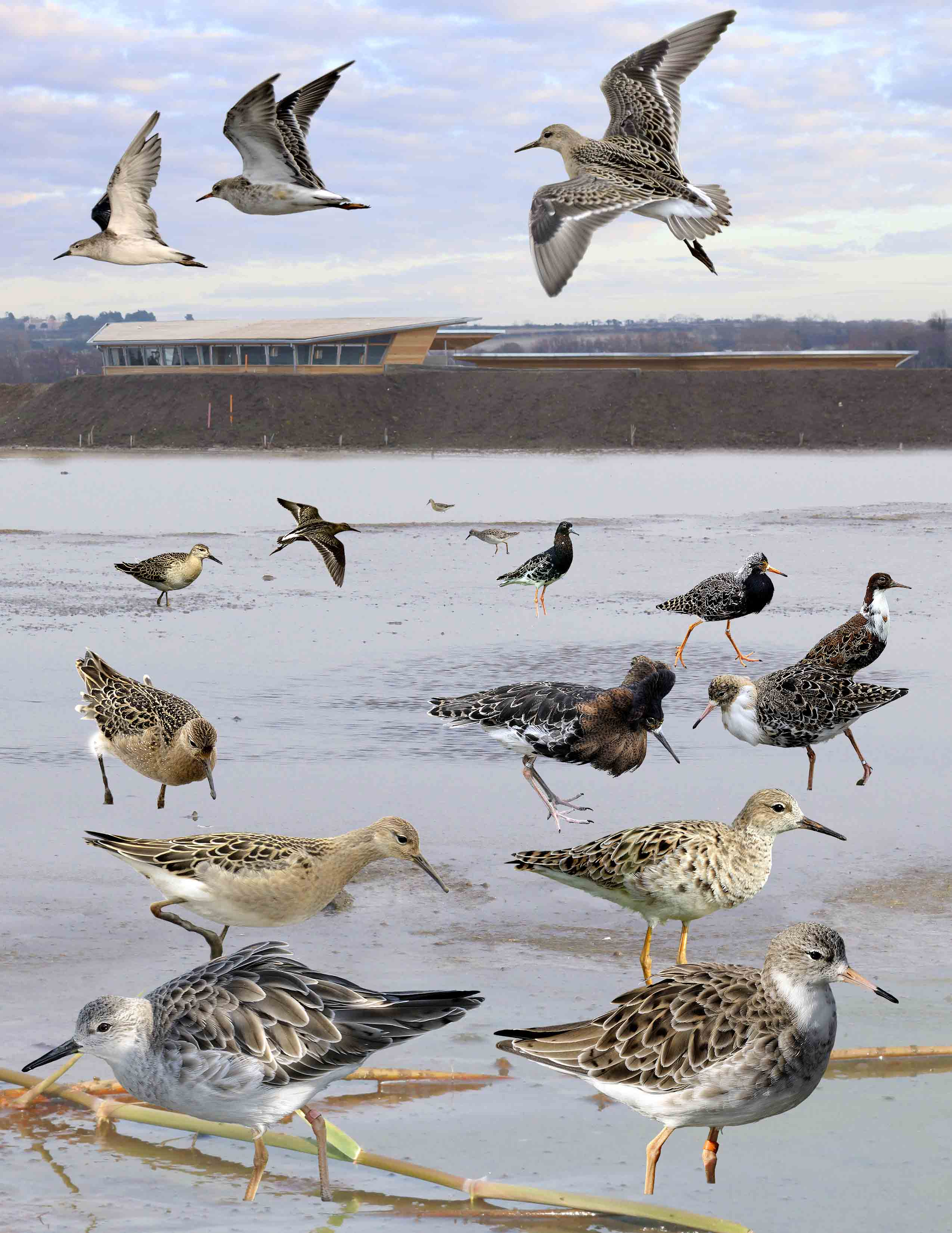
pajzsos cankók különböző színekben és röptükben

A tojó egész évben szürke-barna pettyes, ezért télen a hímhez hasonlít, de lényegesen kisebb termetű. Nyáron, amikor a hím díszes tollazatot visel, könnyű megkülönböztetni a nemeket. A tojó 22–26 centiméter hosszú, a szárnyfesztávolsága 46–49 centiméter közötti, testtömege körülbelül 110 gramm. A nászidőszakban a tojó is nászruhát visel, azonban sokkal kisebb mértékben mint a hím. Nagyjából megtartja a szürkésbarna tollazatát, azonban testének a háti részén sötét közepű és fehér szélű tollak nőnek. A begyén és az oldalain fekete foltok jelennek meg. A fiatal pajzsos cankó tollazata hasonlít az áttelelő felnőttére, hasi részén pikkelydíszítésű sötét közepű és fehér szélű tollak ülnek. Továbbá a farok alatti része halvány sárgásbarna.
A hím általában már a tavaszi vándorlás kezdetekor elkezd vedleni, a násztollazatra váltani. Ahogy a pajzsos cankó csapatok kezdik elérni a költőhelyeiket, a csapaton belül egyre több hím „öltözik díszruhába”. A második életévükben levő madarak, csak jóval később vedlenek, valószínűleg azért, mert súlyuk kisebb, mint a kifejlett cankóké, és az energiájukat inkább a vándorút leküzdésére, nem pedig a „kiöltözködésre” használják fel.

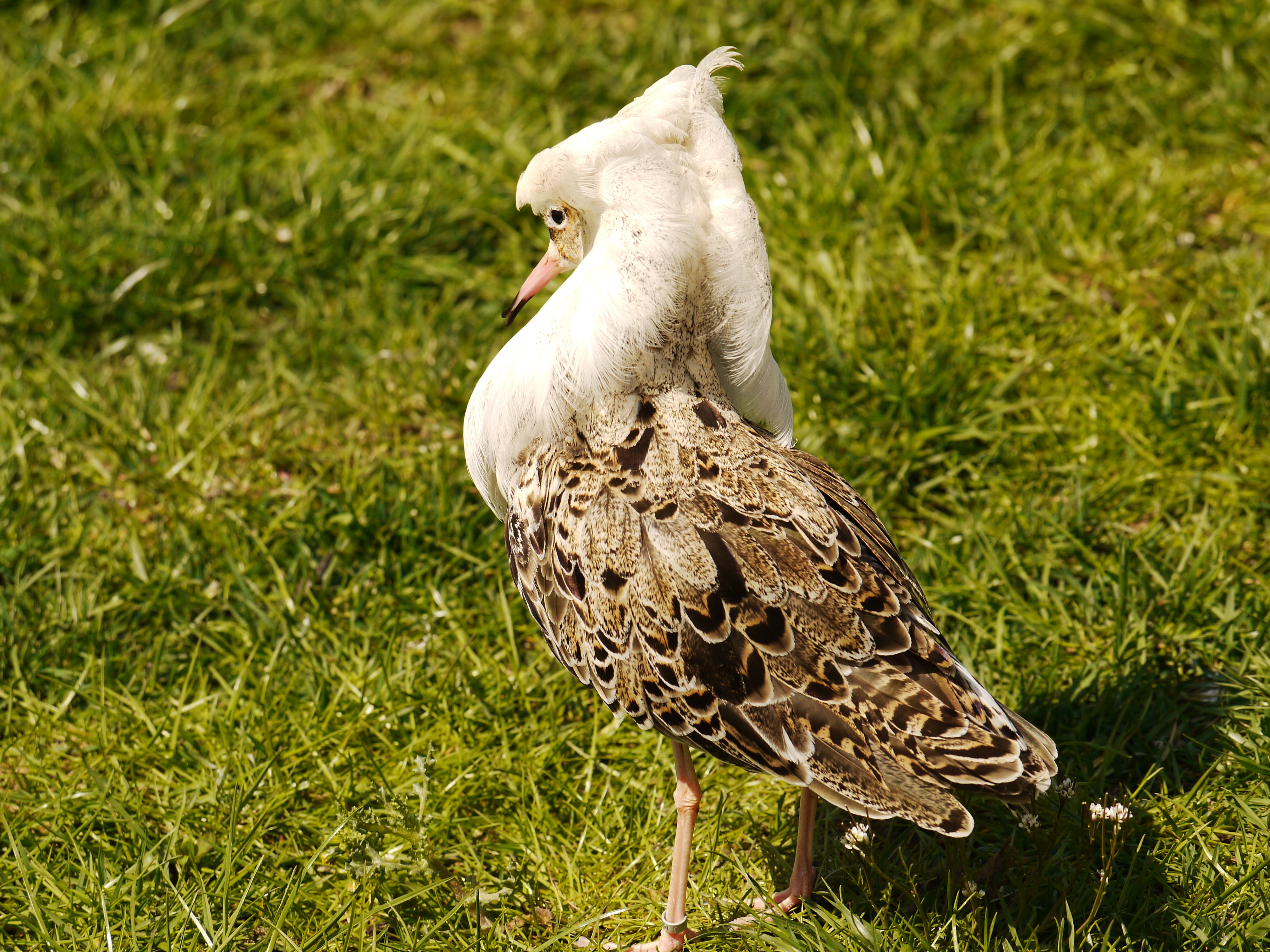
…vagy csak a nyakgallérja fehér

Az év során, a nyár végén és ősszel a pajzsos cankók, a kis godához (Limosa lapponica) hasonlóan másodszor is vedlenek. Mielőtt a hím átvált a jól ismert fülpamacsos és nyakgalléros násztollazatra, a téli tollazatát átmenetileg csíkos tollak váltják fel. Ugyanígy a tojó is, mielőtt eléri nyári költőterületét, vegyes téli és új, csíkos tollazatot visel. A költőterület elérésekor a hím teljesen lecseréli a téli és a csíkos tollazatát, míg a tojó csak a téli tollaitól válik meg. Feltételezések szerint a pajzsos cankó őseinél ez a csíkos tollazat volt az igazi nászruha, azonban az egyre felerősödő nemi szelekció nyomására a hímek kénytelenek lettek egyre mutatósabb tollazatot növeszteni.
A kifejlett hímek és a tojók többsége már az őszi vándorlás előtt elkezdenek vedleni, azonban csak a telelőhelyeiken történik meg a teljes átváltozás. Kenyában a vedlés szempontjából a hímek körülbelül 3–4 héttel megelőzik a tojókat; már december előtt „átöltöznek”, míg a tojók csak a december során és január elején cserélik le teljesen a tollazatukat. A fiatalok első vedlése késő szeptember és november között zajlik le. Az ivarérettséghez közeledő, fiatal madarak vedlési ideje megegyezik az ivarérett, felnőtt madarakéval; ezek a cankók néha díszesebb tollazattal is kísérleteznek.
A pajzsos cankóval két másik partfutó téveszthető össze. A fiatal hegyesfarkú partfutó valamivel kisebb, mint a fiatal pajzsos cankó tojó, azonban tollazatuknak a színezete majdnem azonos. A pajzsos cankót a karcsúbb teste, a hosszabb nyaka és lábai, valamint a kerekebb feje és a laposabb pofája különbözteti meg a rokonától. A cankópartfutó (Ereunetes subruficollis) is igen hasonlít a pajzsos cankóra, azonban ebben az esetben még a tojó pajzsos cankó is nagyobb a cankópartfutónál. Továbbá a pajzsos cankó csőre hosszabb, teste kerekebb és a hasi része pikkelydíszítésű tollazatokat visel.

## Életmódja

### Táplálkozása

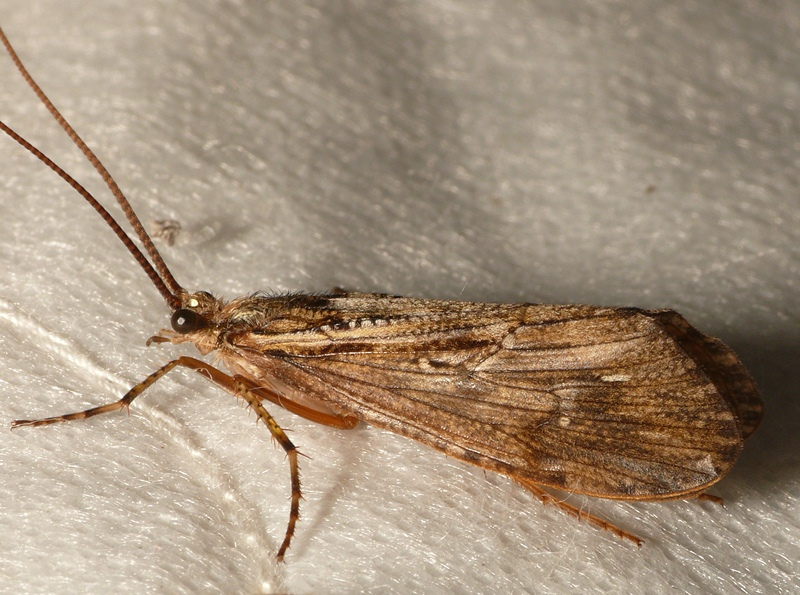
Az egyik tápláléka (nagy tegzes) és…

Ez a madárfaj táplálkozáskor a földről szedegeti fel a neki megfelelő falatokat. A táplálék megszerzéséhez elsősorban a látására hagyatkozik, bár néha a csőrét bedugja az iszapba vagy fejét a vízbe. Kelet-Afrika sóstavainál, a víztaposók (Phalaropus) módszere szerint úszik, közben a vízfelszínén lebegő táplálékot összeszedi. Habár főleg nappal táplálkozik, azért néha éjszaka is előfordul, hogy eszik. Táplálkozás közben a pajzsos cankó a nagy godához (Limosa limosa) hasonlóan felmereszti a hátán lévő tollakat, laza és hegyes csúcsot képezve a háta közepén.
A költési időszakban a pajzsos cankó táplálékát majdnem teljes egészében a vízi és szárazföldi bogarak és legyek lárvái, illetve imágói alkotják. Vándorlás közben és a téli szálláshelyeken egyéb rovarokat és ízeltlábúakat is fogyaszt, például tegzeseket, csíkbogárféléket, kérészeket és sáskákat, valamint rákokat, pókokat, puhatestűeket, férgeket, békákat és kisebb halakat. Az állatokból álló étlapját kiegészíti a gabonák (főleg rizs) és fűfélék magjaival, illetve vízinövényekkel. Olaszországban a vándormadarak tápláléka a pihenőhelyektől függően változik. Egyes pihenőhelyeken inkább a vízinövények és a gabonafélék (rizs, kukorica) alkotnak bőségesebb táplálékkínálatot, míg más megálló-táplálkozóhelyeken a legyek és bogarak. Nyugat-Afrikában, az egyik legfőbb telelőhelyen főleg a rizsföldeken találják meg a táplálékukat. Itt is inkább a tél vége felé, amikor is a rizsföldek kiszáradnak.
Mindjárt a vándorlás előtt, a pajzsos cankók zsírrétegeket kezdenek növeszteni. Naponta testtömegüknek csak az egy százalékát szedik magukra; ez feltűnően lassú, mivel például az Alaszkába vándorló kis godák naponta négyszer gyorsabban híznak. Feltételezések szerint ez azért van így, mivel a kis godáknak nincs hova leszállniuk és táplálkozniuk a Csendes-óceán fölött, míg a pajzsos cankóknak, amelyek általában összefüggő szárazföldek fölött repülnek, több megálló-táplálkozóhelyet használnak. Továbbá, szintén a kis godáktól eltérően a pajzsos cankók nem kell felemésszék az emésztőszerveik nagy részét a vándorlás előtt.

### Életben maradása

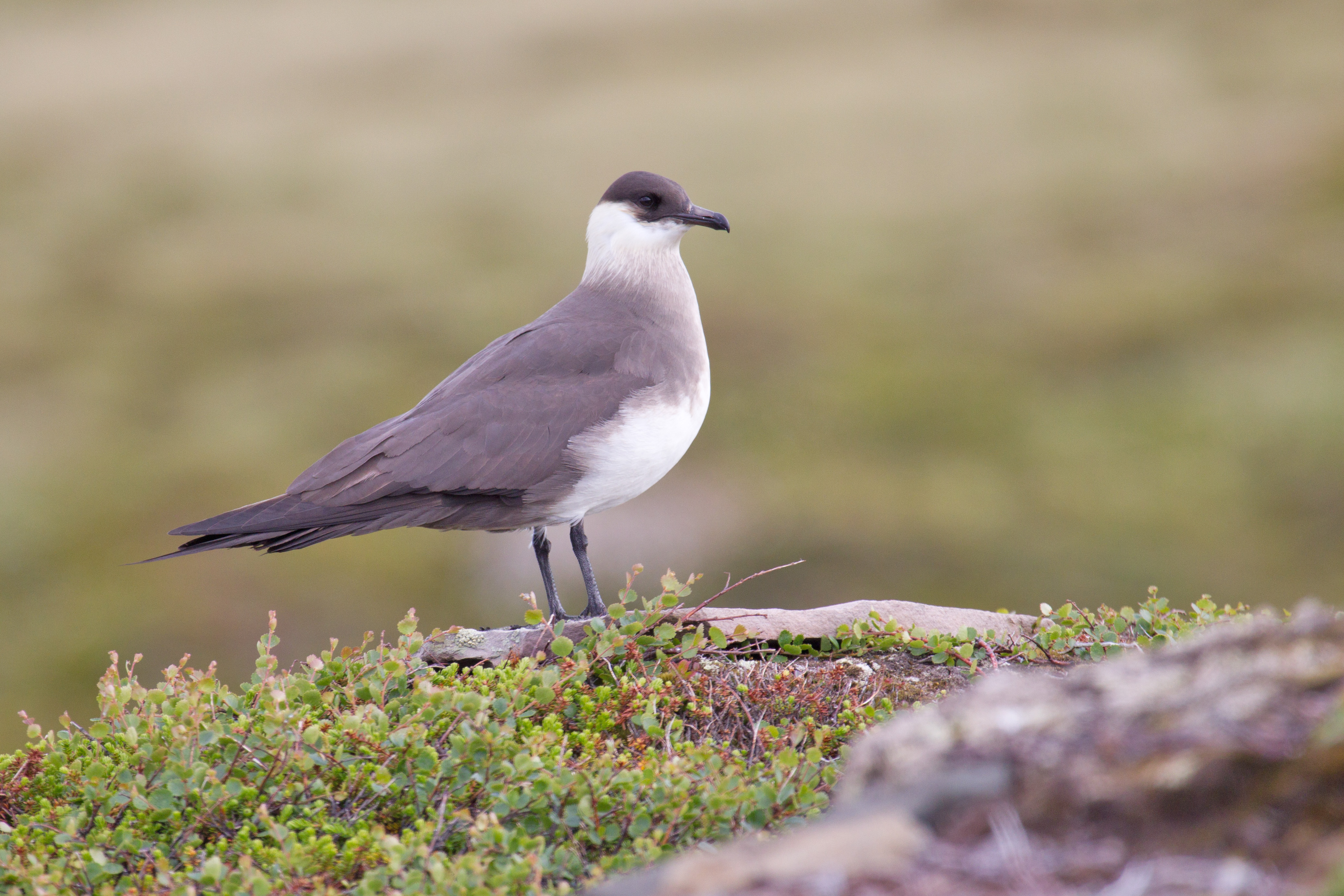
…a fiókáinak az egyik ragadozója (ékfarkú halfarkas)

A költéssel elfoglalt cankók legfőbb ellenségei a nagytestű sirályok, a holló (Corvus corax), a kormos varjú (Corvus corone), a dolmányos varjú (Corvus cornix), a nagy halfarkas (Stercorarius skua) és az ékfarkú halfarkas (Stercorarius parasiticus). Időnként a rókák is vadásznak cankókra. Az elvadult macskák és a hermelinek által okozott veszteségek mértéke még nem ismert. Első látásra úgy tűnik, hogy a kifejlett pajzsos cankónak csak kevés külső élősködője van, de a trópusi telelőhelyein számos betegség is megtámadhatja, mint például a mocsaras területeken lévő madármalária. E veszélyek mellett feltételezhető, hogy a pajzsos cankó immunrendszere igen jó, azonban 2006-ban, a hollandiai Frízföldön befogott madarak megvizsgált véréből megtudhattuk, hogy a pajzsos cankók immunrendszere nagyon is gyenge, a betegségekkel szemben pedig alig tud ellenállni. A pajzsos cankó általában életének második életévében éri el az ivarérettséget és életkilátása 4-11 év. Az élethossz rekordját egy finnországi példány tartja, ami bizonyíthatóan 13 évet és 11 hónapot élt.

## Szaporodása

### Udvarlása és párzása

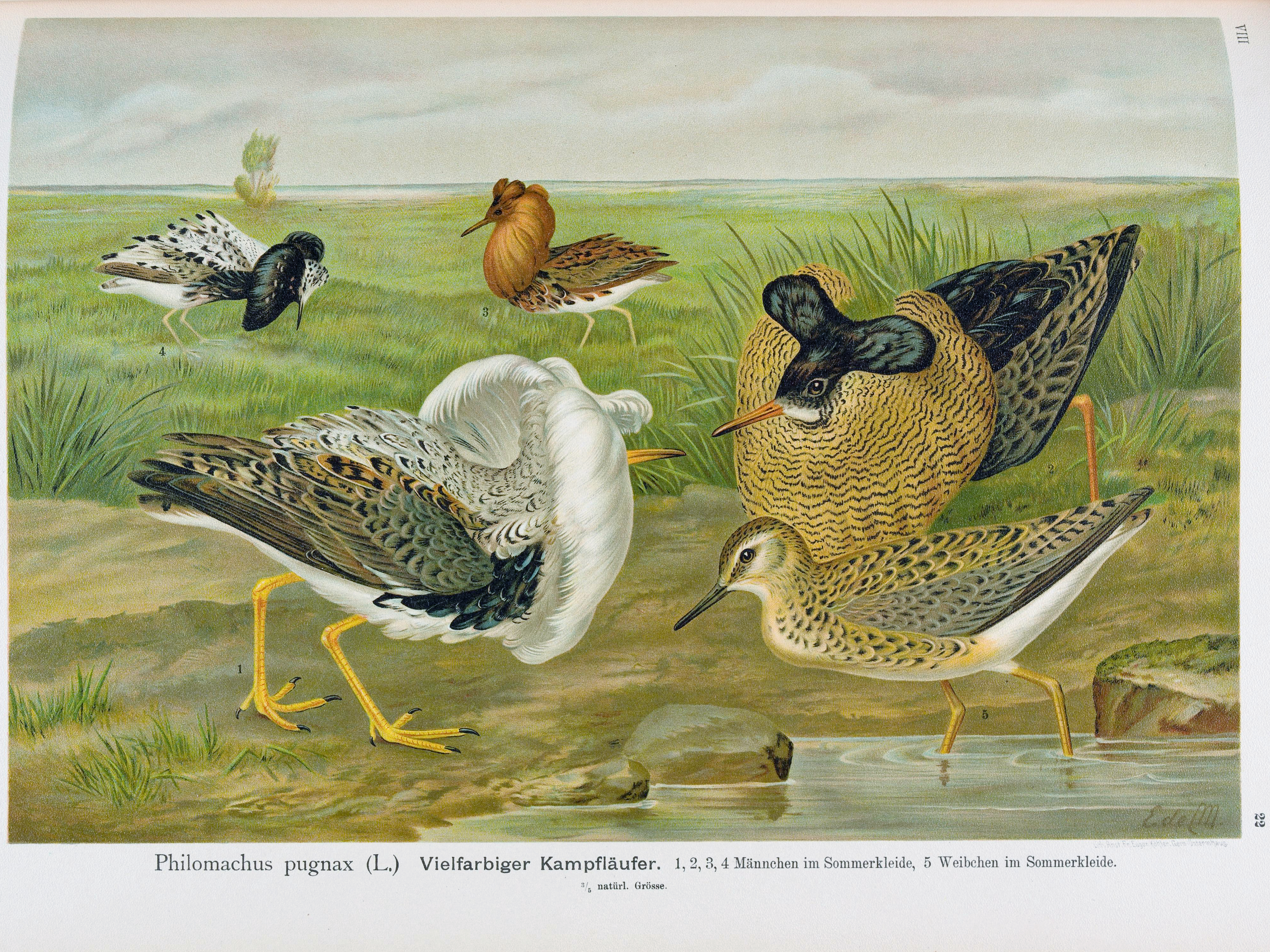
Korábbi festmény a lekről

A költési időszakban a hím a dürgőhelynek kiválasztott nyílt füves területen, az úgynevezett lekben kezdi mutogatni magát. A pajzsos cankó egyike azon kevés madárnak, amely a lekben bemutatott szertartással elsősorban nem a tojókat akarja elbűvölni, hanem a vetélytársakat a párzásból kizárni. E madár tollazatának színezete és a költési időszakban tanúsított viselkedés is jól meghatározott és örökletes. A pajzsos cankó hímeinek három típusa van: a területtulajdonos hím, a csavargó (szatellit) hím, amelynek a nyakgallérja fehér és az újonnan felfedezett, tojószínű hím. A hímek 84 százaléka területtulajdonos; az ő fülpamacsuk fekete vagy gesztenyebarna, a lekben kis, saját területük van. Ezek a színes hímek aktívan udvarolnak a tojóknak, és agresszíven lépnek fel a többi hímmel szemben. Egy-egy lekben általában 5–20 ilyen területtulajdonos hím van. A területek körülbelül egy méter átmérőjűek, közepük csupasz, fűmentes (valószínűleg a sok sürgés-forgástól). A szertartás szárnyverdesésből, szökdösésből, egyenes testtartásból, a nyakgallér felborzolásából és az aktív verekedésből áll össze. A pajzsos cankó csaknem néma, csak nagyon ritkán hallat halk, röffenésszerű hangot.
A territoriális hímek igen hűek területükhöz, 90 százalékuk több költési időszakban is ugyanarra a helyre tér vissza. Minél sikeresebben párosodik egy hím, annál hűségesebb területéhez. Minél hűségesebb egy hím a területéhez, annál jobb adatokat tud beszerezni vetélytársainak állapotáról és képességeiről. Minél stabilabb a hímek között így kialakult ranglétra, úgy annál kevesebb összetűzésre kerül sor, tehát a tojók kevésbé érzik magukat veszélyben, annál bátrabban keresik fel a csendesebb területeken dürrögő hímeket. A lekben az alacsonyabb rangú hímek is hasznot húznak az erős hímek területhűségéből, mivel ha egy ilyen erős hím elpusztul, nem valószínű, hogy egy másik erős hím foglalja el területét, tehát egy ilyen jó helyet vehetnek birtokba.
A fehér vagy enyhén foltozott nyakgallérú, úgynevezett csavargó hímek nem uralnak területet. Ilyen a hímek körülbelül 16 százaléka. A csavargó hím bemerészkedik a színesebb területtulajdonos hím területére, és a „gazda” érdekes módon megtűri a jövevényt. Bár ellenfele a tojókért vívott versengésben, a területtulajdonos hím nem űzi el a csavargót, mert a fehér fajtárs még több tojót csal oda. A tojók a tágasabb és a magasabb növényzetű lekeket kedvelik, mert a magasabb növények jobban rejtik a fészkeket.

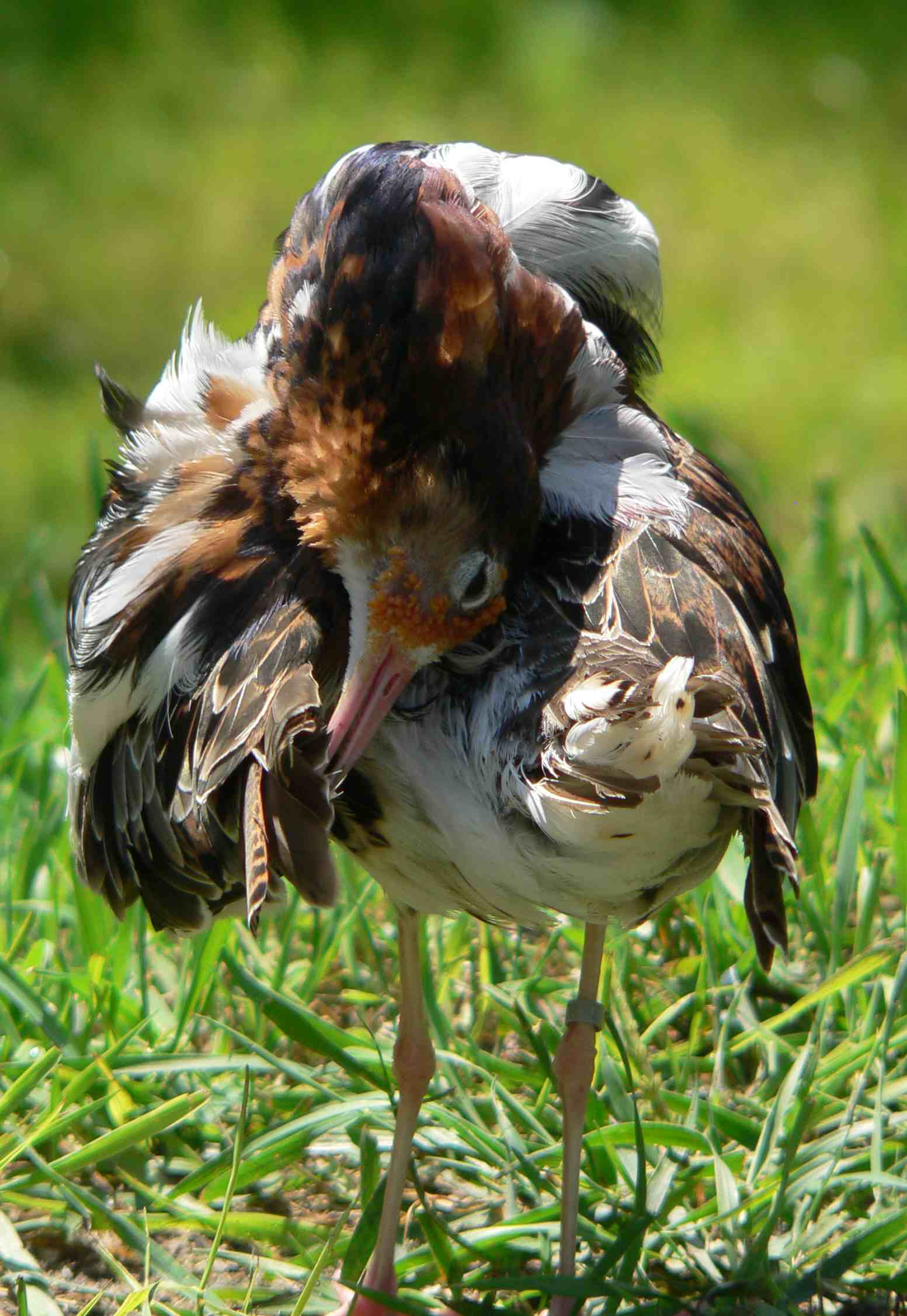
Násztollazatot viselő területtulajdonos hím udvarlás közben

A pajzsos cankó egyedeinek külseje és szaporodó viselkedése teljes kifejlett életükben állandó marad, és egyetlen egypontos nukleotid-polimorfizmusra vezethető vissza. A területtulajdonos viselkedés és megjelenés recesszív a csavargó viselkedéshez és külsőhöz képest. Eredetileg úgy gondolták, hogy a kétfajta hím különbsége nemi kromoszómához kötött, de valójában a párzási stratégiát leíró lókusz autoszómán, azaz testi kromoszómán található. Ez azt jelenti, hogy mindkét ivarú állat hordozhatja a gén két különböző formáját, nem csak a hímek. A nem területtulajdonos gént hordozó tojó fenotípusa, viselkedése nem tér el a megszokottól, de ha a tojók tesztoszteront kapnak, genotípusuknak megfelelően térnek át territoriális viselkedésre.
A csavargó hím általában valamivel kisebb a területtulajdonosnál – nem azért, mintha fióka korában kevesebb táplálékot kapott volna, hanem csavargó apjától örökölte kisebb méretét. Ha a területtulajdonos hím fiókája felnőtt korára akkor is nagyobbra és nehezebbre nő, mint a csavargóé, ha pontosan ugyanannyi táplálékot kapnak. A fehér hímnek nem kell védenie a területét. Ezért több ideje marad a táplálékszerzésre, tehát nem kell zsírtartalékot felhalmoznia, azaz karcsúbb lehet. Ezenkívül a területtulajdonos hímtől eltérően a csavargó messzebb is elrepül. A több repülés miatt nem is lenne előnyös számára a nagyobb test.
2006-ban az ornitológusok felfedeztek és leírtak egy harmadik típusú hímet is, amelynek tollazata olyan, mint a tojóké. E fura példányok száma csak egy százaléka a hímekének. A tojószínű hím kisebb a területtulajdonosnál, de nagyobb a tojónál. Ez a madár nem növeszt fülpamacsot és nyakgallért, mint a két másik típusú hím, de a heréi a területtulajdonos hím heréinél nagyobbak. A tojónak álcázott hím a tojókkal együtt ellátogat a lekre, és amikor észreveszi, hogy a tojó készen áll a párzásra, akkor megtermékenyíti meg. Bár nem növeszt fülpamacsot és nyakgallért,  tollazatát lecseréli csíkosra – meglehet, hogy ilyen volt az ősök eredeti násztollazata. A begyűjtött tojószínű hímet szárnyhossza alapján különböztethetjük meg a tojótól: a hím szárnya valamivel hosszabb. Nőies (feminin) megjelenésük ellenére a tojószínű hímek nem a tojókkal, hanem a területtulajdonos hímekkel vándorolnak együtt. E két típusú hím gyakran ugyanazon a helyen telel át.

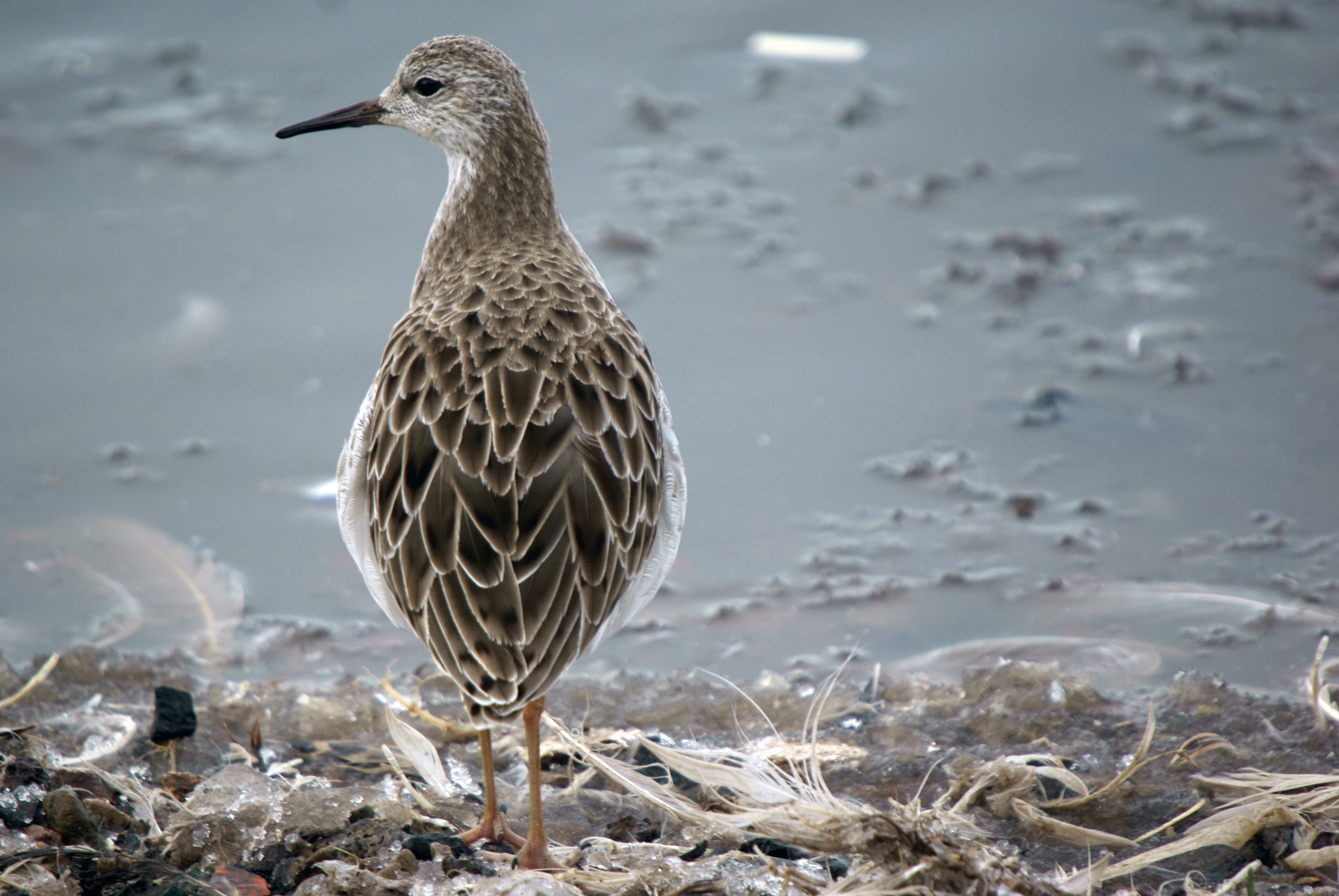
A tojó dönti el a kiválasztottat

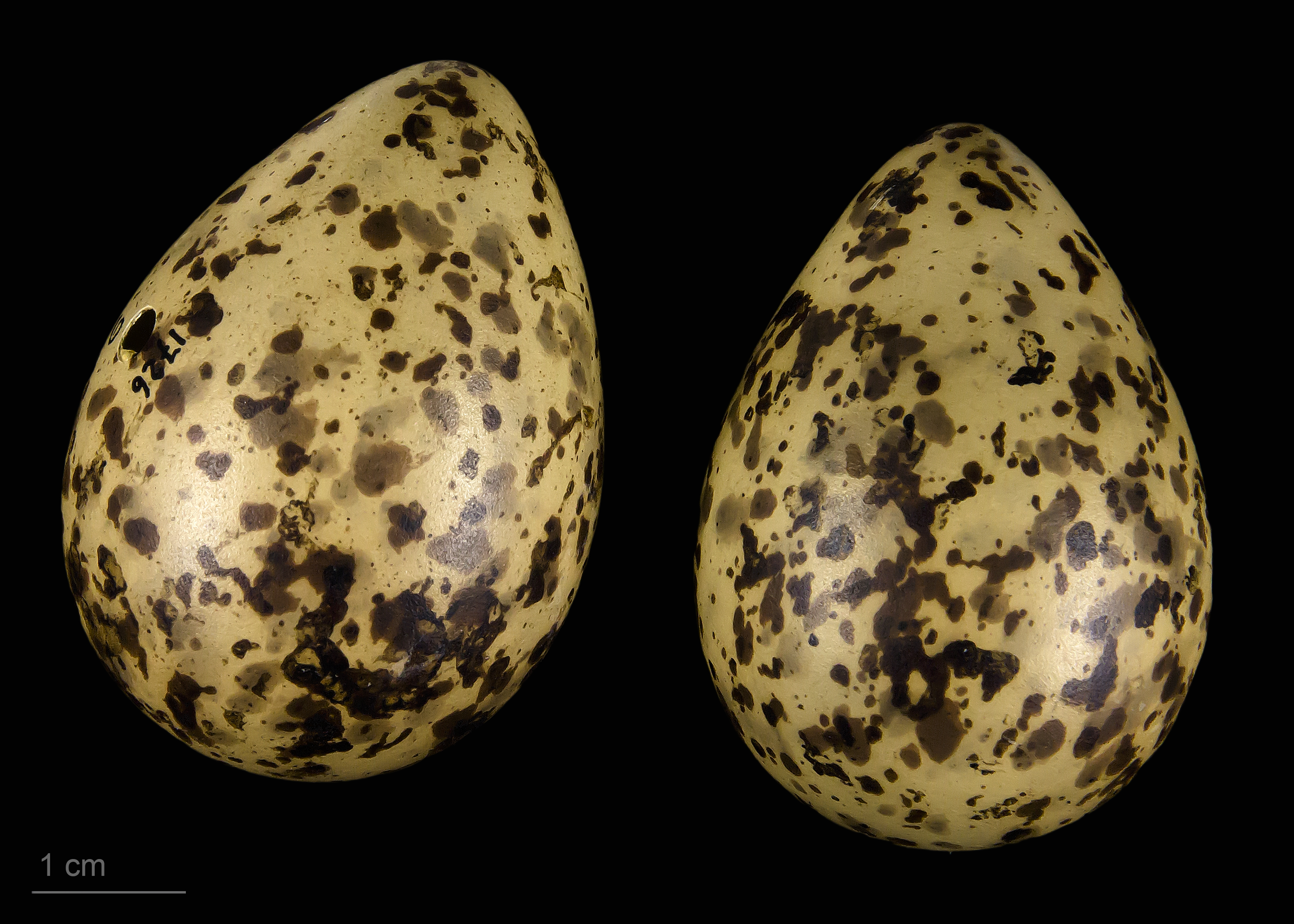
A tojásai

A tojószínű hímet néha megmásszák a csavargó vagy a területtulajdonos hímek, de épp olyan gyakran kerül ő is „fölülre” az azonos nemű rámászások során; ez arra utal, hogy nemi identitását a többi hím felismeri. A nőstények azonban soha nem másszák meg a hímeket. Az előzetes kutatási eredmények azt sugallják, hogy a tojószínű hímek jellemzőiért egyetlen domináns gén felelős. A nőstények párzáskor gyakran előnyben részesítik a tojószínű hímeket a „normál” színezetűekkel szemben, sőt, a normál hímek gyakrabban kopulálnak tojószínű hímekkel, mint nőstényekkel (és viszont). A homoszexuális aktusok nőstényeket vonzhatnak a lekbe, ahogy a csavargó hímek is. Nem az összes aktus megy végbe a lekben, a hímek csak kisebb része látogatja az aktív lekeket. Az eltérő párzási stratégiák közé tartozik a kiválasztott tojó követése („követés”), vagy annak megvárása, hogy a tojók megfelelő táplálkozóhelyre érjenek („feltartóztatás”). A hímek váltogatják ezt a három stratégiát, például nagyobb valószínűséggel látogatnak meg egy leket akkor, ha az előző napi párzási arány magas volt, vagy ha a fészekrakás időszakában kevés a hozzáférhető nőstény. A leket ritkábban választják a párzási idény elején, ha az időjárás hűvös, és a hímek a nap nagy részében táplálkoznak.
A poliandria („többférjűség”) az ismert lekhasználó madárfajok és a lilealakúak között egyaránt a pajzsos cankóknál a legmagasabb. A tojók több mint fele több hímmel párzik, illetve termékenyítteti meg tojásait, és a véletlennél nagyobb valószínűséggel párzanak mindkét fő hím fenotípussal. A leket használó fajoknál a nőstények választhatnak párzótársat anélkül, hogy kockáztatnák a hímek támogatását a fészekrakásban és a fiókák felnevelésében. Mivel a hímek amúgy sem segítenek a fészekrakásban és a fiókák felnevelésében, a tojónak megéri, hogy a fészekalj fiókái akár különböző hímektől származzanak, és így nagyobb legyen a biodiverzitásuk. A többférjűség egyébként sokkal gyakoribb a lekelő fajoknál, mint más, elsősorban páros életet élő állatoknál.

### Fészekrakása
Fészeknek a tojó kisebb mélyedést használ, illetve kapar a földbe, és füvekkel béleli ki. A fészket, ami akár 400 méterre is lehet a lektől, mocsári növények vagy a magas fű közé rejti. A tojó fészkelés közben általában a magányt keresi, bár egyes példányok mindjárt a lek mellett rendezik be fészküket. A fészekalja négy, kissé fényes olajzöld, kis fekete vagy zöldesbarna foltokkal tarkított tojásból áll. A tojás általában 44×31 milliméteres és 21 gramm; tömegének 5 százaléka a tojáshéj. Tojásaikat a földrajzi szélességi körtől függően március közepétől június végéig rakják le. A tojó ezeken három hétig, azaz 20–23 napig kotlik. A fiatal madarak röviddel kikelésük után elhagyják a fészket, és 25-28 naposan röpképessé válnak. Fészekhagyáskor a fiókák színe világos sárgásbarna és gesztenyebarna, fekete csíkokkal és fehér pettyekkel. Bár maguk keresik meg többféle kis gerinctelenből álló táplálékukat, a tojó gondoskodik a biztonságukról melegben tartásukról. A tojó évente egy fészekaljat nevel fel.
A túllegeltetés veszélyes lehet, mivel az alacsonyabb növényzetben könnyebben észrevehetők a fészkek. Fogságban a fiókák elhalálozásának két legfőbb oka a stressz okozta hirtelen halál és a tekert nyak szindrómája.

## A pajzsos cankó és az ember

### Pajzsos cankók a kultúrában

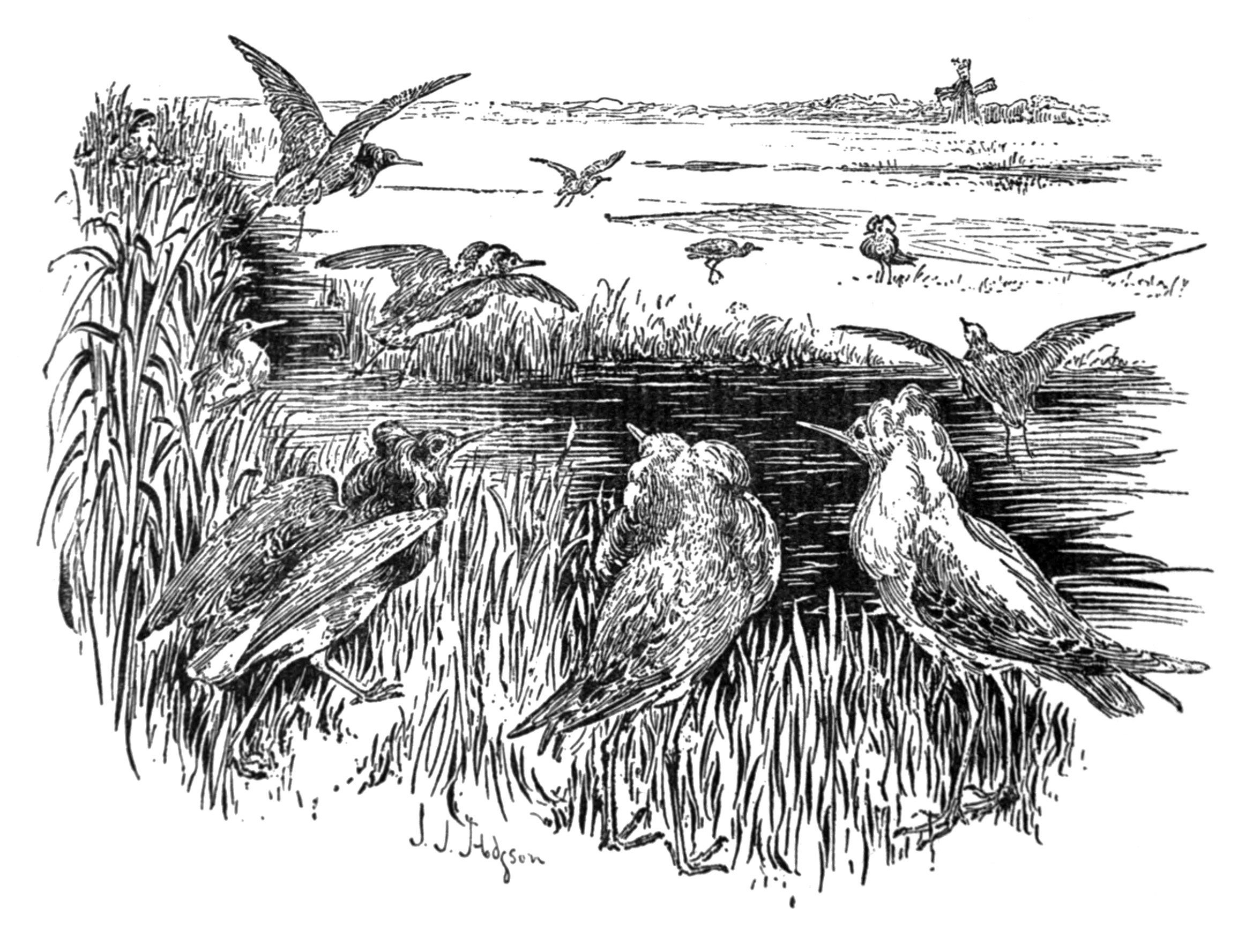
A pajzsos cankók hálóval történő befogása

Az Egyesült Királyságban – étkezési céllal – aktívan vadászták. 1465-ben, a George Neville érsekké választására rendezett lakomán 2400 pajzsos cankót tálaltak fel. Az akkori időkben a madarakat a lekekben, hálókkal fogták meg. A befogott cankókat levágás előtt néha hizlaló ketrecekben kenyérrel, tejjel és magvakkal etették, hogy kiadósabbak legyenek.

„…ha gyors eredményt akarnak elérni, akkor cukrot adnak a táplálékukhoz, ami két hét alatt zsírosra hizlalja őket; ilyenkor két shillinget vagy fél koronát is megadnak értük… Úgy vágják le őket, hogy egy ollóval lenyisszantják a fejüket, az ilyenkor kifolyó vér igen számottevő, figyelembe véve a madár méretét. Az erdei szalonkákhoz hasonlóan a beleikkel együtt tálalják fel őket, és az ínyencek szerint, ha kellő időben vágják le őket, akkor a legfinomabb falatoknak számítanak.”

A fészkelő madarakat erősen megviselte a vadászat és élőhelyeik elvesztése. A 19. században ráadásul divattá vált sportvadászat és a tojások begyűjtése. Az Egyesült Királyságban az 1880-as években majdnem kihalt ez a cankófaj, de 1963-ban kisebb visszatelepítésekbe fogtak. Az 1800-as évektől Svédország déli részén lecsapolták a legtöbb mocsarat, és a régióból eltűntek a pajzsos cankók. Az ország északi részén, ahol az ember még nem avatkozott a természet rendjébe, továbbra is gyakori. Az 1900-as évek elejétől a rovarirtó szerek használata és a lecsapolásoknak miatt Dániában is erősen csökkent a pajzsos cankók száma. A Földön még vannak olyan helyek, ahol a pajzsos cankó élelemnek vagy kedvtelésből vadászható. Ilyen hely például a Malawiban levő Chilwa-tó, ahol egy évben több mint egymillió vízimadarat fogtak be, köztük sok pajzsos cankót is.
Bár téli szálláshelyein táplálékának 40 százalékát a rizsföldeken találja, nem mondható kártevőnek, mivel főleg az aratás után hátramaradt, hasznosítatlan magokat és törmeléket fogyasztja, és egyúttal pusztítja a kártevő rovarokat is. Ha a víz mélyebb, akkor nem merül le a rizsért, ha pedig sok a puhatestű, akkor inkább azokat eszi, tehát mezőgazdasági kártétele nem jelentős.

### Természetvédelmi intézkedések

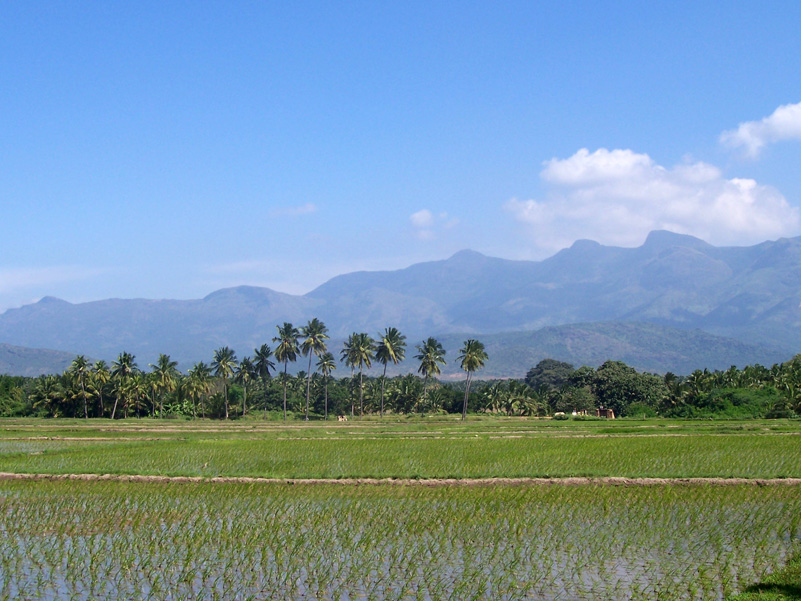
A rizsföldek jól jönnek a telelőhelyeken

A pajzsos cankó elterjedési területe óriási, feltételezések szerint 1–10 millió négyzetkilométer; állománya legalább kétmillió madár. Európában 200 000–510 000 költőpár él, bár az utóbbi időben egyedszáma 30 százalékkal csökkent. Az ázsiai állomány az eddigi megfigyelések szerint nem változott, sőt, Afrikában egyre több pajzsos cankó telel át. Emiatt a Természetvédelmi Világszövetség (IUCN) nem fenyegetett fajnak minősíti ezt a madárfajt. Ahhoz, hogy mérsékelten fenyegetett fajjá minősítsék, állományának tíz év alatt több mint a 30 százalékkal kell csökkennie.
Európában, Oroszországban és Svédországban a költőállomány stabilak, és a madarak pedig elkezdtek betelepülni Norvégia déli részére. Finnországban, Lengyelországban, Lettországban és Hollandiában száma a korábbi felére csökkent. Bár az utóbbi országok állományai kevéssé jelentősek, jelzik, hogy számának az elmúlt kétszáz évben, területelvesztés miatt észlelt csökkenése manapság is folytatódik. Európai megritkulását több tényező okozza, így a mocsaras területek lecsapolása, a költőterületek túllegeltetése, a rovarirtó szerek használata és a túlvadászás.
A pleisztocén kori fosszilis maradványok azt mutatják, hogy az interglaciális időszakokban Európában a mostaninál jóval délebbre is költött. Mivel igen érzékeny az éghajlatváltozásra, a vízszint változására és a növényzet növekedésének felgyorsulására, érdemes figyelni, hogyan reagál a klímaváltozásra.
Fontosabb betegségei a madárinfluenza, a botulizmus és a madármalária.
A pajzsos cankó egyike azoknak a madaraknak, amelyeket az Egyezség az afro-eurázsiai vízi vándormadarak védelméről (Agreement on the Conservation of African-Eurasian Migratory Waterbirds, röviden: AEWA) a 2c kategóriába sorol, azaz elterjedési területének legnagyobb részén „jelentős hosszútávú állománycsökkenés” figyelhető meg. Emiatt nagyobb figyelmet és védelmet érdemelne. Javasolják, hogy szabályozzák e listán levő madarak vadászatát és tojásainak a begyűjtését, hozzanak létre számukra védett területeket és szigorúan figyeljék állományaikat.

## Fordítás
- Ez a szócikk részben vagy egészben  a   Ruff című angol Wikipédia-szócikk ezen változatának fordításán alapul.  Az eredeti cikk szerkesztőit annak laptörténete sorolja fel. Ez a jelzés csupán a megfogalmazás eredetét és a szerzői jogokat jelzi, nem szolgál a cikkben szereplő információk forrásmegjelöléseként.

### Videók a pajzsos cankóról
- Kemphaan balts, Philomachus pugnax
- ruff display
- Juvenile Ruff foraging - Herdla Bird Preserve, Norway
- Bojovníci severu - jespák bojovný (Philomachus pugnax)
- Philomachus pugnax
- Philomachus pugnax táplálkozása
- Combattente